# Beaulieu-sous-la-Roche
Beaulieu-sous-la-Roche és un municipi francès situat al departament de Vendée i a la regió de País del Loira. L'any 2007 tenia 1.935 habitants.

## Demografia

### Població
El 2007 la població de fet de Beaulieu-sous-la-Roche era de 1.935 persones. Hi havia 755 famílies de les quals 166 eren unipersonals (83 homes vivint sols i 83 dones vivint soles), 253 parelles sense fills, 293 parelles amb fills i 43 famílies monoparentals amb fills.
La població ha evolucionat segons el següent gràfic:
Habitants censats

### Habitatges
El 2007 hi havia 858 habitatges, 756 eren l'habitatge principal de la família, 63 eren segones residències i 39 estaven desocupats. 836 eren cases i 20 eren apartaments. Dels 756 habitatges principals, 601 estaven ocupats pels seus propietaris, 142 estaven llogats i ocupats pels llogaters i 13 estaven cedits a títol gratuït; 5 tenien una cambra, 33 en tenien dues, 114 en tenien tres, 210 en tenien quatre i 395 en tenien cinc o més. 653 habitatges disposaven pel capbaix d'una plaça de pàrquing. A 278 habitatges hi havia un automòbil i a 420 n'hi havia dos o més.

### Piràmide de població
La piràmide de població per edats i sexe el 2009 era:
| Homes | Edats   | Dones |
| ----- | ------- | ----- |
| 4     | 95 o +  | 0     |
| 0     | 90 a 94 | 32    |
| 4     | 85 a 89 | 36    |
| 8     | 80 a 84 | 8     |
| 52    | 75 a 79 | 40    |
| 36    | 70 a 74 | 52    |
| 48    | 65 a 69 | 48    |
| 28    | 60 a 64 | 32    |
| 32    | 55 a 59 | 24    |
| 48    | 50 a 54 | 40    |
| 68    | 45 a 49 | 48    |
| 76    | 40 a 44 | 76    |
| 76    | 35 a 39 | 60    |
| 56    | 30 a 34 | 64    |
| 40    | 25 a 29 | 44    |
| 52    | 20 a 24 | 40    |
| 64    | 15 a 19 | 64    |
| 44    | 10 a 14 | 68    |
| 64    | 5 a 9   | 52    |
| 56    | 0 a 4   | 20    |

## Economia
El 2007 la població en edat de treballar era de 1.258 persones, 973 eren actives i 285 eren inactives. De les 973 persones actives 912 estaven ocupades (497 homes i 415 dones) i 61 estaven aturades (25 homes i 36 dones). De les 285 persones inactives 121 estaven jubilades, 84 estaven estudiant i 80 estaven classificades com a «altres inactius».

### Ingressos
El 2009 a Beaulieu-sous-la-Roche hi havia 831 unitats fiscals que integraven 2.018,5 persones, la mediana anual d'ingressos fiscals per persona era de 16.960 €.

### Activitats econòmiques
Dels 87 establiments que hi havia el 2007, 1 era d'una empresa extractiva, 3 d'empreses alimentàries, 2 d'empreses de fabricació de material elèctric, 12 d'empreses de fabricació d'altres productes industrials, 17 d'empreses de construcció, 17 d'empreses de comerç i reparació d'automòbils, 1 d'una empresa de transport, 3 d'empreses d'hostatgeria i restauració, 1 d'una empresa d'informació i comunicació, 3 d'empreses financeres, 2 d'empreses immobiliàries, 12 d'empreses de serveis, 8 d'entitats de l'administració pública i 5 d'empreses classificades com a «altres activitats de serveis».
Dels 27 establiments de servei als particulars que hi havia el 2009, 1 era una oficina de correu, 2 oficines bancàries, 6 tallers de reparació d'automòbils i de material agrícola, 3 paletes, 2 guixaires pintors, 2 fusteries, 2 lampisteries, 3 electricistes, 1 empresa de construcció, 2 perruqueries, 2 restaurants i 1 agència immobiliària.
Dels 5 establiments comercials que hi havia el 2009, 1 era una botiga de més de 120 m², 2 fleques, 1 una llibreria i 1 una floristeria.
L'any 2000 a Beaulieu-sous-la-Roche hi havia 31 explotacions agrícoles que ocupaven un total de 1.743 hectàrees.

## Equipaments sanitaris i escolars
El 2009 hi havia 1 farmàcia i 1 ambulància.
El 2009 hi havia 2 escoles elementals.

## Poblacions més properes
El següent diagrama mostra les poblacions més properes.